# Derby
 For alternative betydninger, se Derby (flertydig). (Se også artikler, som begynder med Derby)
Derby /dˈɑːbɪ/ er Englands attendestørste by med omkring 233.700 indbyggere, og ligger i East Midlands. Traditionelt er Derby hovedby i amtet Derbyshire, men i dag administreres Derby som en unitary authority uafhængigt af amtet, mens amtet administreres fra Matlock.
Byen er især kendt for sin porcelænsindustri. Porcelænsproducenten The Royal Crown Derby Porcelain Company, som i 2010 havde 250 års jubilæum, ligger i Derby.
Byen er også hjem for mikrobryggeriet Brunswick Brewery Ltd og for Derby Museum and Art Gallery.

## Navn
Faktisk var det i sin tid danskere, der gav navn til det moderne Derby. Danske vikinger grundlagde Derby som et befæstet sted og siden hen er navnet Derby kommet fra det oldnordiske ord "deor", som betyder "hjortebeboelse".